# About:
about: – wewnętrzny schemat URI (znany także jako schemat URL – ang. URL scheme) działający w różnych przeglądarkach internetowych do wyświetlania ważnych wbudowanych funkcji, ustawień lub tzw. easter eggs – drobnych żartów wbudowanych przez programistów do tworzonych przez nich aplikacji. Jest opisany w dokumencie RFC 6694 ↓ Starsze wersje Internet Explorera po wpisaniu po about: łańcucha HTML np. „about:hello world” wyświetlała go jako stronę internetową.

## Polecenia „about:” wspólne dla wielu przeglądarek
| Adresy        | Mozilla/SeaMonkey | Mozilla Firefox                                                                            | Opera                        | Internet Explorer | Konqueror                                                                                  | Google Chrome |
| ------------- | --- | ------------------------------------------------------------------------------------------ | ---------------------------- | --- | ------------------------------------------------------------------------------------------ | --- |
| about:        | Pokazuje informacje o wersji i prawach autorskich | Pokazuje informacje o wersji i prawach autorskich                                          | Zmienione na „opera:about”   | | Zmienione na „about:konqueror”                                                             | Pokazuje informacje o wersji i prawach autorskich |
| about:about   | Wypisuje wszystkie funkcje about | Wypisuje wszystkie funkcje about                                                           | Zmienione na „opera:about”   | | Zmienione na „about:konqueror”                                                             | Wypisuje wszystkie funkcje about |
| about:blank   | Pokazuje pusty dokument HTML | Pokazuje pusty dokument HTML                                                               | Pokazuje pusty dokument HTML | Pokazuje pusty dokument HTML | Pokazuje pusty dokument HTML                                                               | Pokazuje pusty dokument HTML |
| about:plugins | Pokazuje nazwę pliku, typ MIME, opis, sufiksy i status wszystkich zainstalowanych wtyczek.                                                                                    | Pokazuje nazwę pliku, typ MIME, opis, sufiksy i status wszystkich zainstalowanych wtyczek. | Zmienione na „opera:plugins” | | Pokazuje nazwę pliku, typ MIME, opis, sufiksy i status wszystkich zainstalowanych wtyczek. | Pokazuje nazwę pliku, typ MIME, opis, sufiksy i status wszystkich zainstalowanych wtyczek.                                                                    |
| about:cache   | Pokazuje informacje o usłudze pamięci podręcznej. | Pokazuje informacje o usłudze pamięci podręcznej.                                          | Zmienione na „opera:cache”   | | Zmienione na „about:konqueror”                                                             | Pokazuje listę URI plików przechowywanych w pamięci podręcznej, każdy element to odnośnik do view-cache:uri, gdzie dostępnych jest więcej informacji o pliku. |
| about:mozilla | Pokazuje stronę z nieistniejącej książki pt. The Book of Mozilla. W niektórych wersjach przeglądarki Netscape zastąpiona jest meteorami lub ogromną ziejącą ogniem jaszczurką | Pokazuje stronę z nieistniejącej książki pt. The Book of Mozilla.                          |                              | Polecenie to powoduje wyświetlenie pustego dokumentu HTML z niebieskim tłem. Jest to prawdopodobnie żart nawiązujący do "Blue Screen of Death" – niebieskiego ekranu śmierci. Usunięte w systemie Windows XP z SP2; ciągle można zobaczyć ten dokument wpisując: „res://mshtml.dll/about.moz”. | Zmienione na „about:konqueror”                                                             | |

## Polecenia „about:” działające tylko wMozilli
| Adresy                    | Mozilla Application Suite/SeaMonkey | |
| ------------------------- | --- | --- |
| about:buildconfig         | Pokazuje argumenty i opcje użyte do skompilowania używanej wersji Mozilli                                                                                       | Pokazuje argumenty i opcje użyte do skompilowania używanej wersji Mozilli                                                                                       |
| about:cache               | Pokazuje informacje o usłudze pamięci podręcznej – ilość wpisów, miejsce w którym się znajduje na dysku, jego pojemność itd. (zarówno dla pamięci jak i dysku). | Pokazuje informacje o usłudze pamięci podręcznej – ilość wpisów, miejsce w którym się znajduje na dysku, jego pojemność itd. (zarówno dla pamięci jak i dysku). |
| about:cache?device=memory | Pokazuje indywidualne wpisy w pamięci | Pokazuje indywidualne wpisy w pamięci |
| about:cache?device=disk   | Pokazuje indywidualne wpisy na dysku | Pokazuje indywidualne wpisy na dysku |
| about:config              | Pokazuje interfejs pozwalający na zmianę szerokiego zakresu funkcji – duża część z nich nie jest dostępna z poziomu standardowego interfejsu (Opcje)            | Pokazuje interfejs pozwalający na zmianę szerokiego zakresu funkcji – duża część z nich nie jest dostępna z poziomu standardowego interfejsu (Opcje)            |
| about:credits             | Pokazuje listę osób, które współtworzyły przeglądarkę Mozilla                                                                                                   | Pokazuje listę osób, które współtworzyły przeglądarkę Mozilla                                                                                                   |
| about:logo                | Pokazuje logo użyte w ekranie about: | |
| about:licence             | Pokazuje licencję przeglądarki Mozilla (tylko w brytyjsko angielskiej wersji językowej)                                                                         | Pokazuje licencję przeglądarki Mozilla (tylko w brytyjsko angielskiej wersji językowej)                                                                         |
| about:license             | Pokazuje licencję przeglądarki Mozilla | Pokazuje licencję przeglądarki Mozilla |
| about:crashes             | Pokazuje przesłane zgłoszenia awarii | Pokazuje przesłane zgłoszenia awarii |
| about:neterror            | Pokazuje wiadomość o błędzie, którą przeglądarka wyświetla, gdy nie może wejść w żądaną ścieżkę                                                                 | Pokazuje wiadomość o błędzie, którą przeglądarka wyświetla, gdy nie może wejść w żądaną ścieżkę                                                                 |
| about:kitchensink         | Pokazuje animację ekranu (działa tylko przy połączeniu z internetem; pomimo usunięcia w Firefoksie 3.0)                                                         | Pokazuje animację ekranu (działa tylko przy połączeniu z internetem; pomimo usunięcia w Firefoksie 3.0)                                                         |
| about:robots              | Pokazuje fikcyjne pozdrowienie od robotów (Fx 3.0 i nowsze) | Pokazuje fikcyjne pozdrowienie od robotów (Fx 3.0 i nowsze) |
| about:sessionrestore      | Pokazuje okno przywracania ostatniej sesji (Fx 3.0 i nowsze) | Pokazuje okno przywracania ostatniej sesji (Fx 3.0 i nowsze) |
| about:privatebrowsing     | Pokazuje informację o przeglądaniu w trybie prywatnym (tylko w Fx 3.5 i nowszym)                                                                                | Pokazuje informację o przeglądaniu w trybie prywatnym (tylko w Fx 3.5 i nowszym)                                                                                |
| about:support             | Pokazuje informacje dla rozwiązywania problemów | Pokazuje informacje dla rozwiązywania problemów |
| about:plugins             | Pokazuje informacje o włączonych wtyczkach | Pokazuje informacje o włączonych wtyczkach |
| about:performance         | Menedżer zadań z szacunkowym zużyciem energii przez poszczególne karty (Fx 64 i nowsze)                                                                         | Menedżer zadań z szacunkowym zużyciem energii przez poszczególne karty (Fx 64 i nowsze)                                                                         |
| about:devtools            | Narzędzia deweloperskie dla twórców witryn | |

## Polecenia „about:” działające tylko w przeglądarceOpera
Żadna z poniższych funkcji poza about:blank nie działa na konsoli Nintendo DS.
| Adresy        | Opera |
| ------------- | --- |
| opera:blank   | Prowadzi do „about:blank” |
| opera:about   | Pokazuje informacje o przeglądarce i jej konfiguracji.                                                                                  |
| about:opera   | Prowadzi do „opera:about” |
| opera:cache   | Pokazuje zawartość pamięci podręcznej.                                                                                                  |
| opera:config  | (od wersji 9.0) Udostępnia interfejs pozwalający na szeroką zmianę konfiguracji przeglądarki, szerszą, niż dostępna z okna preferencji. |
| opera:drives  | Pokazuje lokalne dyski twarde. |
| opera:history | Pokazuje historię odwiedzanych stron.                                                                                                   |
| opera:private | (od wersji 10.5) Strona wyświetlająca się po otworzeniu Prywatnej karty/okna.                                                           |
| opera:plugins | Pokazuje zainstalowane wtyczki. |
| opera:help    | Skrót do katalogu help. |

## Polecenia „about:” działające tylko w przeglądarceInternet Explorer
Aby skonfigurować polecenie about: otwórz edytor rejestru i przejdź do gałęzi:
```
"HKEY_LOCAL_MACHINE\SOFTWARE\Microsoft\Internet Explorer\AboutURLs".
```

Wykorzystują je czasami programy szpiegujące lub adware np. CoolWebSearch powoduje, ze polecenie about:blank wyświetla reklamy (zamiast pustej strony)
| Adresy                             | Internet Explorer (SP2) |
| ---------------------------------- | --- |
| about:DesktopItemNavigationFailure | Wyświetla stronę ang. navigation cancelled (nawigacja anulowana).                                                                |
| about:Home                         | Wyświetla stronę domową użytkownika                                                                                              |
| about:NavigationCanceled           | Wyświetla stronę ang. navigation cancelled (nawigacja anulowana).                                                                |
| about:NavigationFailure            | Wyświetla stronę ang. navigation cancelled (nawigacja anulowana).                                                                |
| about:OfflineInformation           | Informuje użytkownika o tym, że aktualna strona nie może być przeglądana w trybie off-line.                                      |
| about:PostNotCached                | Informuje użytkownika o tym, że po odświeżeniu strony, informację znajdujące się w formularzu będą musiały być wysłane ponownie. |
| about:SecurityRisk                 | Informuje użytkownika o tym, że przeglądanie stron z obecnym poziomem zabezpieczeń może być szkodliwe dla komputera.             |
| about:Tabs                         | Informuje użytkownika o przeglądaniu w kartach (dostępne tylko w Internet Explorerze 7)                                          |

## Polecenia „about:” działające tylko w przeglądarceGoogle Chrome
| Adresy                           | Google Chrome |
| -------------------------------- | --- |
| about:crash                      | Wyświetla informację o błędzie podczas wyświetlania strony.                                                                    |
| about:dns                        | Wyświetla informacje o zapamiętywanych rekordach DNS.                                                                          |
| about:histograms                 | Wyświetla histogramy. |
| about:internets                  | Wyświetla stronę zatytułowaną „Don't Clog the Tubes”, renderowaną animacją z wygaszacza ekranu Microsoft Windows "Rurociąg 3W" |
| about:memory                     | Wyświetla informacje o wykorzystywanej pamięci.                                                                                |
| about:network                    | Wyświetla interfejs do monitorowania wykorzystania sieci.                                                                      |
| about:stats                      | Wyświetla statystyki. |
| about:shorthang                  | „Zawiesza” proces karty. Zaprojektowane w celu testowania ochrony przed zawieszeniem się całej aplikacji.                      |
| about:version                    | Wyświetla informacje o wersji, analogicznie do about:                                                                          |
| about:inducebrowsercrashforrealz | Wywoła crash przeglądarki (Zamknie ją)                                                                                         |

## Konqueror
Uwaga: każdy adres „about:” poza „about:blank” i „about:plugins” przekierowuje do „about:konqueror”.
| Address         | Konqueror                                      |
| --------------- | ---------------------------------------------- |
| about:konqueror | Pokazuje przyjazny 'start' i stronę nawigacji. |

## Epiphany
Od kiedy przeglądarka Epiphany używa silnika Gecko do wyświetlania stron polecenia about są identyczne, jak te w przeglądarce Mozilla lub Mozilla Firefox (w zależności, która wersja Gecko została użyta) oraz posiadają identyczne funkcje.
Jedynym dodatkowym poleceniem jest: about:epiphany, które to wyświetla cytat Antoine de Saint-Exupéry: Il semble que la perfection soit atteinte non quand il n'y a plus rien à ajouter, mais quand il n'y a plus rien à retrancher. (Tłumaczenie: Wydaje się, że perfekcja zostaje osiągnięta nie wtedy, kiedy nie pozostaje nic do dodania, ale wtedy, kiedy nie pozostaje już nic do usunięcia.)
Cytat ten może być odpowiedzią na postulaty krytyków, którzy twierdzą, że przeglądarka (jak i pulpit GNOME) skupiając się tylko na użyteczności cierpi na brak ciekawych cech (funkcji).

## Safari
Każde polecenie „about:” jest akceptowane, ale przeglądarka zwraca tylko pustą stronę (jak w poleceniu „about:blank” w pozostałych przeglądarkach).